# Geoffroi II av Provence
Geoffroi II, även Josfred och Josfredus, död 1065 eller 13 februari 1067 var samregerande greve av Provence med åtminstone sina bröder Guillaume-Bertrand och Bertrand II. Han bar grevetiteln från 1063 till sin död.  
Han anges även som den första greven av Forcalquier efter fadern Folque-Bertrand I:s död år 1062 och att hans äldre bror Bertrand II ärvde Provence. Normalt anges hans brorsdotter, Guillaume-Bertrands dotter, Adelaide av Forcalquier ha varit den första med titeln grevinna av Forcalquier. Det är inte klart om Forcalquier ännu räknades som ett eget grevskap under Geoffroi II:s tid.
Han gifte sig med en kvinna med namnet Emergard men de fick inga kända barn.